# Категорія Прімера A
Катего́рія Пріме́ра A (ісп. Categoría Primera A) — найвища ліга чемпіонату Колумбії з футболу, в якій виявляється чемпіон країни та учасники міжнародних клубних змагань.

## Чемпіони та призери
| Сезон     | Сезон          | Чемпіон (Кількість титулів) | Віце-чемпіон             |
| --------- | -------------- | --------------------------- | ------------------------ |
| 1948      | 1948           | Санта-Фе (1)                | Хуніор                   |
| 1949      | 1949           | Мільйонаріос (1)            | Депортіво Калі           |
| 1950      | 1950           | Онсе Кальдас (1)            | Мільйонаріос             |
| 1951      | 1951           | Мільйонаріос (2)            | Бока Хуніорс де Калі     |
| 1952      | 1952           | Мільйонаріос (3)            | Бока Хуніорс де Калі     |
| 1953      | 1953           | Мільйонаріос (4)            | Депортес Кіндіо          |
| 1954      | 1954           | Атлетіко Насьйональ (1)     | Депортес Кіндіо          |
| 1955      | 1955           | Індепендьєнте Медельїн (1)  | Атлетіко Насьйональ      |
| 1956      | 1956           | Депортес Кіндіо (1)         | Мільйонаріос             |
| 1957      | 1957           | Індепендьєнте Медельїн (2)  | Депортес Толіма          |
| 1958      | 1958           | Санта-Фе (2)                | Мільйонаріос             |
| 1959      | 1959           | Мільйонаріос (5)            | Індепендьєнте Медельїн   |
| 1960      | 1960           | Санта-Фе (3)                | Америка                  |
| 1961      | 1961           | Мільйонаріос (6)            | Індепендьєнте Медельїн   |
| 1962      | 1962           | Мільйонаріос (7)            | Депортіво Калі           |
| 1963      | 1963           | Мільйонаріос (8)            | Санта-Фе                 |
| 1964      | 1964           | Мільйонаріос (9)            | Кукута Депортіво         |
| 1965      | 1965           | Депортіво Калі (1)          | Атлетіко Насьйональ      |
| 1966      | 1966           | Санта-Фе (4)                | Індепендьєнте Медельїн   |
| 1967      | 1967           | Депортіво Калі (2)          | Мільйонаріос             |
| 1968      | 1968           | Уніон Магдалена (1)         | Депортіво Калі           |
| 1969      | 1969           | Депортіво Калі (3)          | Америка                  |
| 1970      | 1970           | Депортіво Калі (4)          | Хуніор                   |
| 1971      | 1971           | Санта-Фе (5)                | Атлетіко Насьйональ      |
| 1972      | 1972           | Мільйонаріос (10)           | Депортіво Калі           |
| 1973      | 1973           | Атлетіко Насьйональ (2)     | Мільйонаріос             |
| 1974      | 1974           | Депортіво Калі (5)          | Атлетіко Насьйональ      |
| 1975      | 1975           | Санта-Фе (6)                | Мільйонаріос             |
| 1976      | 1976           | Атлетіко Насьйональ (3)     | Депортіво Калі           |
| 1977      | 1977           | Хуніор (1)                  | Депортіво Калі           |
| 1978      | 1978           | Мільйонаріос (11)           | Депортіво Калі           |
| 1979      | 1979           | Америка (1)                 | Санта-Фе                 |
| 1980      | 1980           | Хуніор (2)                  | Депортіво Калі           |
| 1981      | 1981           | Атлетіко Насьйональ (4)     | Депортес Толіма          |
| 1982      | 1982           | Америка (2)                 | Депортес Толіма          |
| 1983      | 1983           | Америка (3)                 | Хуніор                   |
| 1984      | 1984           | Америка (4)                 | Мільйонаріос             |
| 1985      | 1985           | Америка (5)                 | Депортіво Калі           |
| 1986      | 1986           | Америка (6)                 | Депортіво Калі           |
| 1987      | 1987           | Мільйонаріос (12)           | Америка                  |
| 1988      | 1988           | Мільйонаріос (13)           | Атлетіко Насьйональ      |
| 1989      | 1989           | Чемпіонат було відмінено    | Чемпіонат було відмінено |
| 1990      | 1990           | Америка (7)                 | Атлетіко Насьйональ      |
| 1991      | 1991           | Атлетіко Насьйональ (5)     | Америка                  |
| 1992      | 1992           | Америка (8)                 | Депортіво Калі           |
| 1993      | 1993           | Хуніор (3)                  | Індепендьєнте Медельїн   |
| 1994      | 1994           | Атлетіко Насьйональ (6)     | Мільйонаріос             |
| 1995      | 1995           | Хуніор (4)                  | Америка                  |
| 1995—1996 | 1995—1996      | Депортіво Калі (6)          | Мільйонаріос             |
| 1996—1997 | 1996—1997      | Америка (9)                 | Атлетіко Букараманга     |
| 1998      | 1998           | Депортіво Калі (7)          | Онсе Кальдас             |
| 1999      | 1999           | Атлетіко Насьйональ (7)     | Америка                  |
| 2000      | 2000           | Америка (10)                | Хуніор                   |
| 2001      | 2001           | Америка (11)                | Індепендьєнте Медельїн   |
| 2002      | Апертура       | Америка (12)                | Атлетіко Насьйональ      |
| 2002      | Фіналізасьйон* | Індепендьєнте Медельїн (3)  | Депортіво Пасто          |
| 2003      | Апертура       | Онсе Кальдас (2)            | Хуніор                   |
| 2003      | Фіналізасьйон  | Депортес Толіма (1)         | Депортіво Калі           |
| 2004      | Апертура       | Індепендьєнте Медельїн (4)  | Атлетіко Насьйональ      |
| 2004      | Фіналізасьйон  | Хуніор (5)                  | Атлетіко Насьйональ      |
| 2005      | Апертура       | Атлетіко Насьйональ (8)     | Санта-Фе                 |
| 2005      | Фіналізасьйон  | Депортіво Калі (8)          | Реал Картагена           |
| 2006      | Апертура       | Депортіво Пасто (1)         | Депортіво Калі           |
| 2006      | Фіналізасьйон  | Кукута Депортіво (1)        | Депортес Толіма          |
| 2007      | Апертура       | Атлетіко Насьйональ (9)     | Атлетіко Уїла            |
| 2007      | Фіналізасьйон  | Атлетіко Насьйональ (10)    | Ла Екідад                |
| 2008      | Апертура       | Бояка Чіко (1)              | Америка                  |
| 2008      | Фіналізасьйон  | Америка (13)                | Індепендьєнте Медельїн   |
| 2009      | Апертура       | Онсе Кальдас (3)            | Хуніор                   |
| 2009      | Фіналізасьйон  | Індепендьєнте Медельїн (5)  | Атлетіко Уїла            |
| 2010      | Апертура       | Хуніор (6)                  | Ла Екідад                |
| 2010      | Фіналізасьйон  | Онсе Кальдас (4)            | Депортес Толіма          |
| 2011      | Апертура       | Атлетіко Насьйональ (11)    | Ла Екідад                |
| 2011      | Фіналізасьйон  | Хуніор (7)                  | Онсе Кальдас             |
| 2012      | Апертура       | Санта-Фе (7)                | Депортіво Пасто          |
| 2012      | Фіналізасьйон  | Мільйонаріос (14)           | Індепендьєнте Медельїн   |
| 2013      | Апертура       | Атлетіко Насьйональ (12)    | Санта-Фе                 |
| 2013      | Фіналізасьйон  | Атлетіко Насьйональ (13)    | Депортіво Калі           |
| 2014      | Апертура       | Атлетіко Насьйональ (14)    | Хуніор                   |
| 2014      | Фіналізасьйон  | Санта-Фе (8)                | Індепендьєнте Медельїн   |
| 2015      | Апертура       | Депортіво Калі (9)          | Індепендьєнте Медельїн   |
| 2015      | Фіналізасьйон  | Атлетіко Насьйональ (15)    | Хуніор                   |
| 2016      | Апертура       | Індепендьєнте Медельїн (6)  | Хуніор                   |
| 2016      | Фіналізасьйон  | Санта-Фе (9)                | Депортес Толіма          |
| 2017      | Апертура       | Атлетіко Насьйональ (16)    | Депортіво Калі           |
| 2017      | Фіналізасьйон  | Мільйонаріос (15)           | Санта-Фе                 |
| 2018      | Апертура       | Депортес Толіма (2)         | Атлетіко Насьйональ      |
| 2018      | Фіналізасьйон  | Хуніор (8)                  | Індепендьєнте Медельїн   |
| 2019      | Апертура       | Хуніор (9)                  | Депортіво Пасто          |
| 2019      | Фіналізасьйон  | Америка де Калі (14)        | Хуніор                   |
| 2020      |                | Америка де Калі (15)        | Санта-Фе                 |
| 2021      | Апертура       | Депортес Толіма (3)         | Мільйонаріос             |
| 2021      | Фіналізасьйон  | Депортіво Калі (10)         | Депортес Толіма          |
| 2022      | Апертура       | Атлетіко Насьйональ (17)    | Депортес Толіма          |
| 2022      | Фіналізасьйон  | Депортіво Перейра (1)       | Індепендьєнте Медельїн   |
| 2023      | Апертура       | Мільйонаріос (16)           | Атлетіко Насьйональ      |
| 2023      | Фіналізасьйон  | Хуніор (10)                 | Індепендьєнте Медельїн   |
| 2024      | Апертура       | Атлетіко Букараманга (1)    | Санта-Фе                 |
| 2024      | Фіналізасьйон  | Атлетіко Насьйональ (18)    | Депортес Толіма          |

* Фіналізасьйон є аналогом Клаусури.